# Brigade Asow
Die 12. Spezialbrigade Asow (ukrainisch 12-та бригада спеціального призначення «Азов»), anfangs Bataillon Asow, später Regiment Asow, ist eine Frontbrigade der Ukraine, die im Russisch-Ukrainischen Krieg seit 2014 gegen russische Truppen bzw. gegen pro-russische Separatisten kämpft. Im Mai 2014 zunächst als Bataillon aufgestellt, wurde sie noch im selben Jahr als Regiment Teil der Nationalgarde des Innenministeriums der Ukraine. Die Einheit ist heute weiterhin in Kampfhandlungen verwickelt und gilt als Eliteeinheit.
Das OHCHR warf dem Regiment in der Zeit zwischen 2014 und 2017 begangene Menschenrechtsverletzungen vor. Aufgrund von früheren oder auch bestehenden Verbindungen zu rechtsextremen Gruppen, Angehörigen und Gründungsmitgliedern aus der rechtsextremen Szene und der Verwendung von nationalsozialistischer Symbolik ist der Verband umstritten. Nach der Eingliederung in die Nationalgarde des Innenministeriums forcierte man eine Professionalisierung und Entpolitisierung. Beim russischen Überfall auf die Ukraine spielt das selber überwiegend russischsprachige Asow-Regiment eine gewichtige Rolle in der russischen Propaganda, in der die politische Relevanz des Regiments zu Rechtfertigungszwecken überhöht wurde und es im weiteren Verlauf im August 2022 vom obersten russischen Gericht als terroristische Organisation eingestuft wurde.

## Geschichte

### Aufstellung

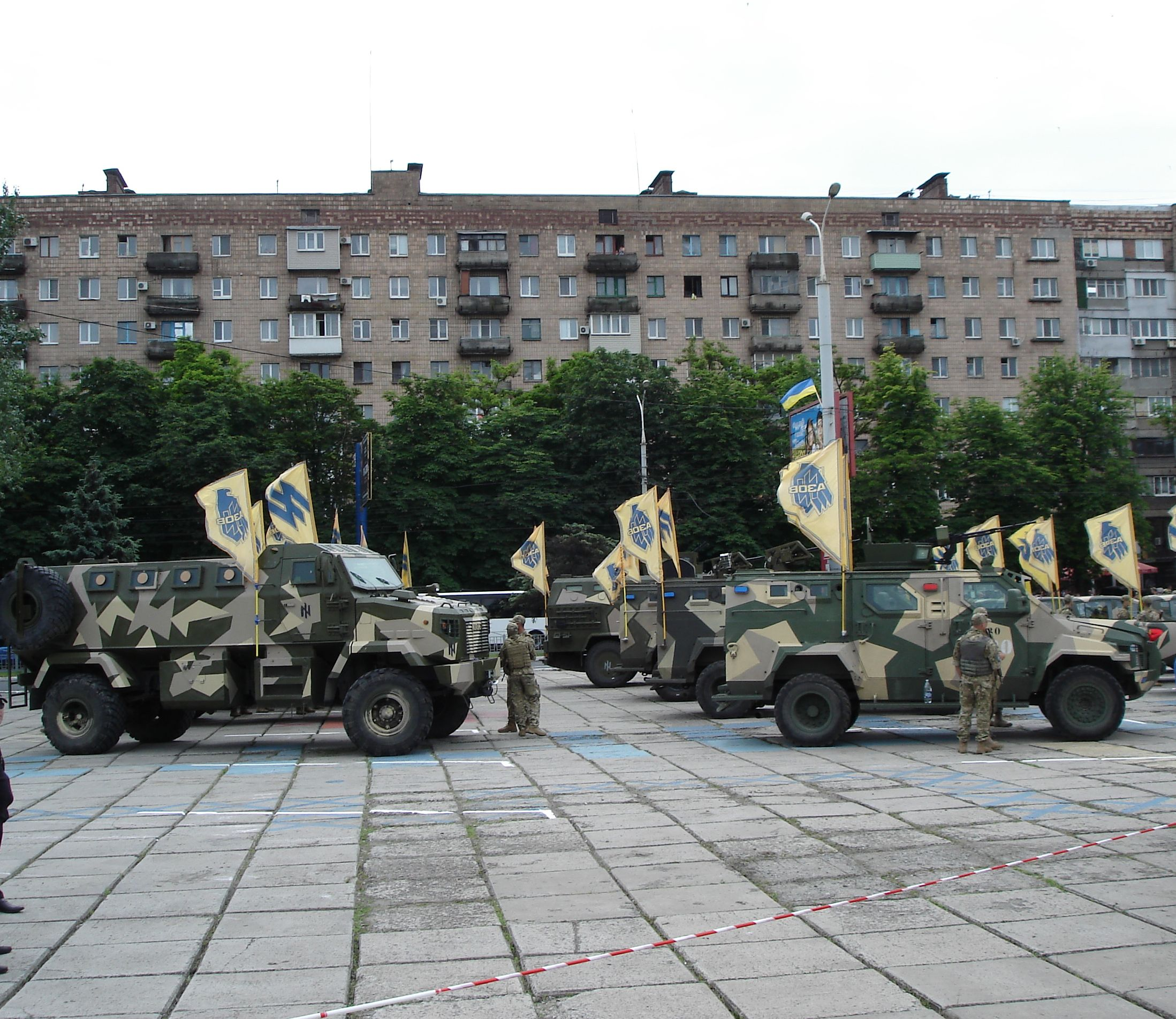
Geschützte Fahrzeuge der Typen KrAZ-MPV Shrek One und KrAZ Spartan des Regiments Asow in Mariupol, 2016

Die Miliz wurde im Frühjahr 2014 von den nationalistischen Politikern Oleh Ljaschko und Dmytro Kortschynskyj als Bataillon Asow aufgestellt, um die damals kaum einsatzfähige ukrainische Armee im Kampf gegen die prorussischen Separatisten in der Ostukraine militärisch zu unterstützen. Asow gehörte zu den ukrainischen Milizen, die bereit waren, sich auf einen Häuserkampf („urban combat“) im Bereich Donezk einzulassen – während die reguläre ukrainische Armee die Separatisten aus der Ferne beschoss.
Das Regiment wurde anfänglich unter anderem von dem ukrainischen Oligarchen und jüdischen Gemeindemitglied Ihor Kolomojskyj finanziell unterstützt. Im Verlauf des Sommers wuchs das Bataillon und wurde auf Erlass des Innenministers Arsen Awakow im September 2014 zum „Sondereinsatz-Regiment Asow“ erweitert. Im Oktober 2014 gab Awakow die beschlossene Eingliederung des Regiments in die Nationalgarde bekannt. Laut dem Historiker und Journalisten Konstantin Skorkin haben „die meisten ultrarechten Kämpfer“ das Regiment vor Ende 2014 verlassen.
Die Einheit entstand in Auseinandersetzung mit russischen Infiltrationsversuchen und pro-russischen Separatisten als „regionale ostukrainische Opposition gegen den Einmarsch der Truppen der Russischen Föderation“; die Mehrheit seiner Mitglieder stammt aus der Ostukraine und ist russischsprachig.
Das Regiment hatte historisch seinen Sitz in Berdjansk im Süden der Oblast Saporischschja am Asowschen Meer, von dem sich auch der Truppenname ableitet. Kurz vor Beginn des Krieges hatte es seinen Sitz in Ursuf, Oblast Donezk.

### Einsätze 2014–2022
Im Mai 2014 wurden laut dem Innenministerium der Ukraine bei einem Zusammenstoß zwischen dem Bataillon Asow und prorussischen Separatisten in der Kleinstadt Manhusch in der Oblast Donezk ein Kämpfer der Volksrepublik Donezk getötet und zwei weitere gefangen genommen, darunter Igor Kakidsjanow, damaliger „Verteidigungsminister“ des De-facto-Regimes. Der stellvertretende Kommandeur des Bataillons Asow, Jaroslaw Gontschar, beschuldigte auf einer Pressekonferenz die Inneren Truppen der Ukraine, am 9. Mai 2014 in Mariupol einen Einsatz im Laufe der „Anti-Terror-Operation“ in der Ostukraine verhindert zu haben. Soldaten der Inneren Truppen Mariupols sollen Angehörige des Bataillons Asow im Laufe des Kampfgeschehens entwaffnet und in Handschellen gelegt haben, zudem hätten sie einen festgenommenen „Terroristen“-Anführer wieder freigelassen. Gontschar bezeichnete die örtlichen Einwohner als „von prorussischer Propaganda zombifiziert“ und forderte Aufklärungsarbeit. Am 23. Mai 2014 stellte das Bataillon Asow prorussischen Separatisten ein Ultimatum mit der Forderung, ihre Kontrollpunkte in mehreren Städten zu räumen, ansonsten drohe eine „harte Säuberung“. Man wolle nicht auf Landsleute schießen, doch die Pflicht gegenüber dem Vaterland wiege schwerer.
Im Juni 2014 nahm das Bataillon am Kampf um Mariupol teil, bei dem die strategisch wichtige Stadt unter ukrainische Kontrolle gebracht wurde.
Anfang August 2014 war die Einheit an Gefechten in Marjinka in der Oblast Donezk beteiligt. Im selben Monat kämpfte das Bataillon Asow in der Schlacht um Ilowajsk, bei der die ukrainischen Truppen von prorussischen Separatisten und russischen Streitkräften eingeschlossen wurden und eine entscheidende Niederlage erlitten. Im Laufe der Schlacht kam der Asow-Kämpfer Mykola Beresowyj ums Leben, Ehemann der Aktivistin und späteren Beraterin des Innenministeriums, Tetjana Tschornowol. Ende August und Anfang September beteiligte sich das Bataillon laut eigener Angabe an der Verteidigung von Nowoasowsk und Mariupol.
Im Februar 2015 startete das Regiment Asow im Vorfeld der Verhandlungen, die zum Minsker Abkommen führen sollten, eine Offensive in der Gegend östlich von Mariupol. Die Einheit meldete die Einnahme der Dörfer Pawlopil, Kominternowo und Schyrokyne. Daraufhin kam es zum Kampf um Schyrokyne, der knapp 5 Monate andauerte und zum Rückzug der prorussischen Rebellen aus Schyrokyne führte.
Mit dem russischen Überfall auf die Ukraine 2022 zählten die paramilitärischen Kräfte der Asow-Gruppierung zu den Freiwilligen-Verbänden, die zur Verteidigung von Mariupol im Kampfeinsatz waren. Bereits vor dem Beginn des Überfalls am 24. Februar 2022 bildeten Angehörige des Asow-Regiments ältere Frauen aus Mariupol („Babushka Bataillon“) an der Waffe aus, die sich in der sich zuspitzenden Lage der drohenden Invasion zur Verteidigung der Stadt freiwillig gemeldet hatten.
Ab Anfang April 2022 waren die Kräfte des Regiments Asow, die sich auf dem Gelände des Metallurgischen Kombinats Asow-Stahl verschanzt hatten, zusammen mit Soldaten der 36. ukrainischen Marineinfanteriebrigade und mehreren Hundert Zivilisten eingeschlossen und von der bereits weitgehend unter russischer Kontrolle stehenden Stadt abgeschnitten. Bei Evakuierungen während eines kurzen Waffenstillstands gelang es am 30. April und 1. Mai 2022, ein Kontingent von über 120 der eingeschlossenen Zivilisten zu befreien. Laut Angaben ukrainischer Medien und des Vizekommandeurs des Asow-Regiments, Swjatoslaw Palamar, begannen die russischen Truppen daraufhin am 3. Mai 2022 mit dem Sturm auf das Stahlwerk.
Familienangehörige von Asow-Soldaten erklärten, dass für die im Asow-Stahlwerk eingeschlossenen ukrainischen Soldaten eine Kapitulation nicht in Frage komme, da sie die Erfahrung gemacht hätten, dass kein Asow-Soldat seit Beginn des Donbaskrieges im Jahr 2014 aus russischer Kriegsgefangenschaft lebend zurückgekommen sei.
Nach wochenlanger Blockade konnten am 16. Mai 2022 rund 260 ukrainische Soldaten bzw. Angehörige des Asow-Regiments das Stahlwerksgelände verlassen, nachdem die ukrainischen Behörden die Einstellung der Kämpfe angekündigt hatten. Unter den Evakuierten befanden sich 53 Schwerverletzte, wie der ukrainische Generalstab mitteilte. 211 ukrainische Soldaten seien in eine von russischen Truppen besetzte Ortschaft gebracht worden, wo sie später im Rahmen eines Gefangenenaustauschs freikommen sollen, was allerdings von russischer Seite offiziell nicht bestätigt wurde. Zu diesem Zeitpunkt hielten sich noch immer mehrere Hundert Soldaten auf dem Gelände auf. Die ukrainische Vize-Verteidigungsministerin Hanna Maljar erklärte, dass ein Freikämpfen von Azowstal nicht möglich gewesen sei.
Nach Angaben des russischen Verteidigungsministeriums hat die russische Armee das Stahlwerk Asowstal bis zum 21. Mai 2022 komplett unter ihre Kontrolle gebracht. Alle ukrainischen Soldaten bzw. Angehörigen des Asow-Regiments ergaben sich. Es seien insgesamt 2439 ukrainische Soldaten in russische Gefangenschaft geraten; die letzte Gruppe von 531 Kämpfern sei am 20. Mai gefangen genommen worden.

### Schicksal der Asow-Kämpfer aus Mariupol
Die Mehrzahl der Asow-Kämpfer, die vom IKRK im Rahmen der mit den Russen verhandelten Kapitulation als Kriegsgefangene registriert worden war, wurde vermutlich in ein Kriegsgefangenenlager in Oleniwka in der Nähe von Donezk gebracht. Dort hatte das IKRK jedoch nur sehr beschränkten Zugang. Augenzeugen berichten übereinstimmend von unmenschlichen Haftbedingungen geprägt durch vorsätzliche Misshandlungen, Folter und Mord an den Insassen.
In der Nacht zum 29. Juli 2022 starben bei einer Explosion in Oleniwka mindestens 50 Gefangene, hauptsächlich Soldaten des Regiments Asow. Viele weitere Soldaten wurden verletzt. Die Ukraine bezeichnete den Vorfall als ein vorsätzliches Kriegsverbrechen und bezichtigte die russische Söldnertruppe Gruppe Wagner, das Lager gesprengt zu haben, um die Veruntreuung für die Kriegsgefangenen bestimmter Mittel, Folter und Organhandel zu verschleiern. Das russische Verteidigungsministerium sprach von einem ukrainischen Angriff mittels HIMARS-Raketen mit dem Ziel, die ukrainische Bevölkerung einzuschüchtern und ukrainische Soldaten von einer möglichen Aufgabe abzuhalten. Westliche Kommentatoren und OSINT-Experten halten die von der russischen Seite verbreitete Erklärung für unplausibel.
Das Außenministerium der Ukraine hat den Internationalen Strafgerichtshof angerufen. Auch das Internationale Rote Kreuz und die Vereinten Nationen wurde von der Ukraine aufgefordert, das Gelände zu untersuchen. Russland sprach zwar offiziell eine Einladung an das Internationale Rote Kreuz aus, um den Vorfall vor Ort neutral zu untersuchen, verweigerte jedoch einer Delegation des Internationalen Roten Kreuzes den weiteren Zugang zum Kriegsgefangenenlager. Der europäische Außenpolitikbeauftragte Josep Borrell machte den russischen Präsidenten Wladimir Putin für den Angriff verantwortlich und nannte die Ermordung der Kriegsgefangenen eine „schreckliche Gräueltat“ und einen „barbarischen Akt“.
In einem ersten Gefangenenaustausch im September kamen 215 Ukrainer frei, darunter eine unbekannte Zahl Asow-Soldaten sowie separat fünf Kommandanten der Asowstahl-Verteidiger, welche in der Türkei vorübergehend interniert blieben. Im Juli 2023 kehrten mehrere hochrangige Offiziere anlässlich eines Staatsbesuch des ukrainischen Präsidenten Wolodymyr Selenskyj in der Türkei aus dem zwischen Putin und Erdogan vereinbarten türkischen Exil in die Ukraine zurück.

### Neuaufstellung
Im Mai 2022 wurde in Charkiw eine neue Einheit des Asowschen Regiments aufgestellt. Die neue Einheit trägt anstelle der Wolfsangel jedoch das ukrainische Nationalsymbol Trysub auf ihren Uniformen.
Nach der Befreiung von Asow-Kommandanten, sowie von Offizieren und Soldaten aus russischer Kriegsgefangenschaft, begann das Regiment mit der Rekrutierung von Personal und der Wiederherstellung der Kampffähigkeit. Seit Oktober 2022 nehmen Einheiten von Asow an Kämpfen im Süden der Ukraine teil. Am 20. Dezember 2022 gab der Chef des Stabs Major Bohdan Krotevytsch bekannt, dass das Regiment jetzt mehr als 1500 Soldaten hat, was eine höhere Zahl als zu Beginn des russischen Überfalls darstellt.
Im Dezember 2022 begann die Rekrutierung und Aufstellung des 3. Bataillons für operative Aufgaben innerhalb des Regiments.
Im Januar 2023 wurde im Rahmen der Aufstellung von Sturmbrigaden des Innenministeriums „Garde der Offensive“ Regiment Asow zu einer Brigade.

## Struktur

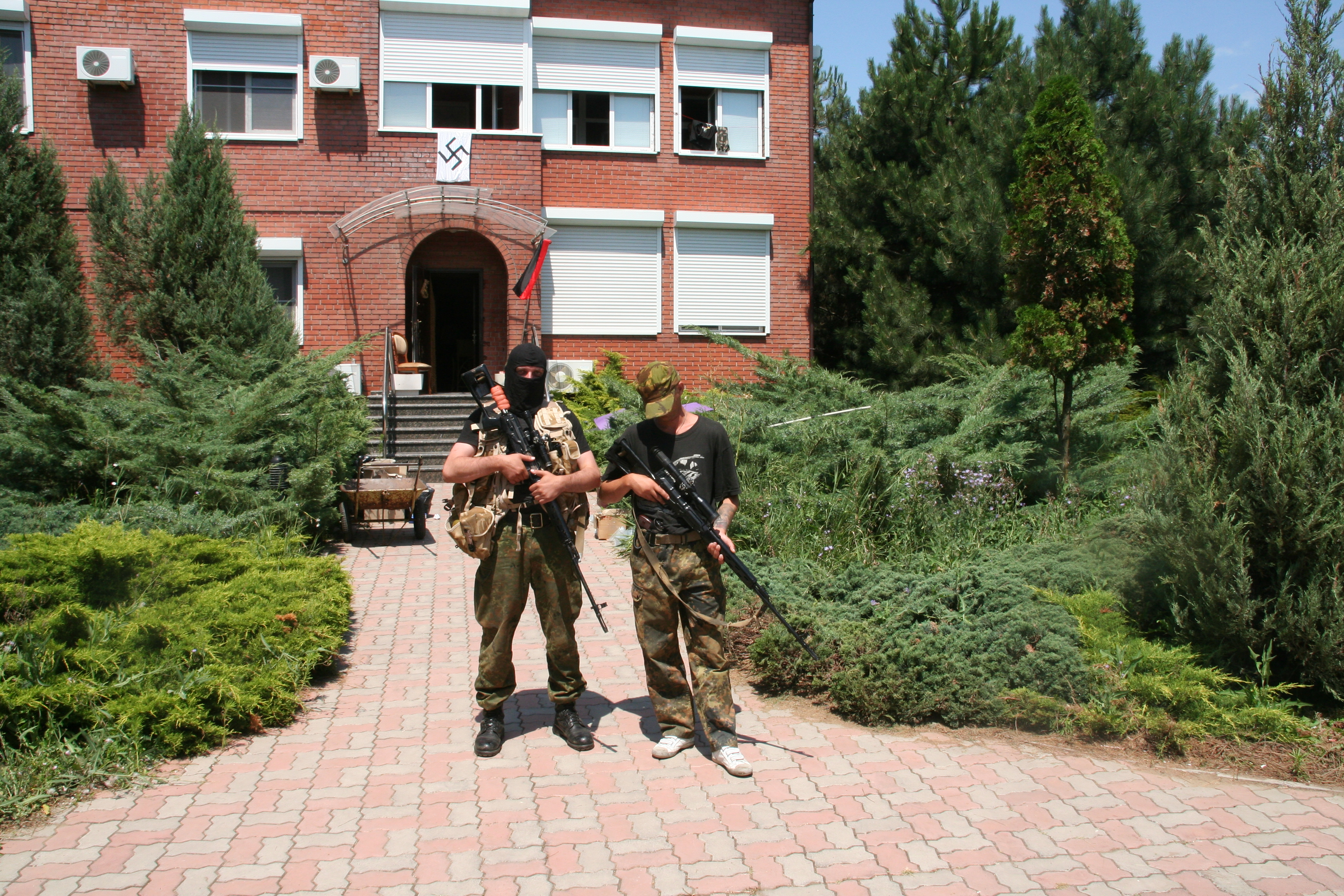
Angehörige des Bataillons Asow auf ihrem Stützpunkt in Ursuf, auf dem Gebäude im Hintergrund ein Hakenkreuz und eine Fahne der UPA (Juli 2014)

Der ursprüngliche Sitz in Berdjansk wurde später auf den Stützpunkt der Einheit in Ursuf in der Oblast Donezk, rund 35 Kilometer südwestlich der strategisch wichtigen Hafenstadt Mariupol, verlegt.
Wie andere paramilitärische ukrainische Verbände untersteht das Regiment dem Innenministerium der Ukraine bzw. der Nationalgarde und ist somit nicht in die ukrainische Armee eingegliedert. Im Frühjahr 2014 erhielten die Angehörigen des damaligen Bataillons einen Sold von etwa 150 US-Dollar im Monat. Im Juni 2015 kündigte Kommandeur Bilezkyi an, dass das Regiment Asow in eine Spezialeinheit umgewandelt werde. Das würde der Formation die Möglichkeit geben, ihre Truppenstärke auf 2500 Mann zu erhöhen.
Schätzungen über die Truppenstärke des Regiments Asow schwanken zwischen etwa 900 und 5000 Mann.

### Kommandeure
Das Kommando über das Regiment Asow wurde von den folgenden Personen übernommen:
- 1. Kommandeur: Andrij Bilezkyj (2014)
- 2. Kommandeur: Ihor Michajlenko (2014–2016)
- 3. Kommandeur: Maksym Schorin (2016–2017)
- 4. Kommandeur: Denys Prokopenko (2017–2022, ab 2023)
- 5. Kommandeur: Mykyta Nadtotschij (2022–2023)[57]

Anders als die ersten Kommandeure, die ihre prominente Position als Sprungbrett für politische Karrieren nutzten, konzentrierte sich Prokopenko ausschließlich auf militärische Angelegenheiten wie Trainings, Waffenbesorgung und die Einsatzleitung vor Ort. Seine Amtszeit dauerte länger als die aller anderen Kommandeure zusammen und seine unpolitische Haltung machte eine Normalisierung der Beziehungen zu US-Beratern möglich. Am 8. Juli 2023 gab der ukrainische Präsident Wolodymyr Selenskyj bekannt, dass Asow-Kommandeure aus der Türkei in die Ukraine zurückgebracht worden seien. Er veröffentlichte ein Video, das fünf Asow-Kommandeure, darunter auch Prokopenko, beim Besteigen seines Flugzeugs zeigt; am 17. Juli kündigte Prokopenko in einer Pressemitteilung von Asow an, dass er seinen Militärdienst wieder aufnehmen und das Kommando über die Asow-Brigade übernehmen werde. Am 4. August 2023 nahm Prokopenko an taktischen Übungen des Personals teil. Am 23. August 2023 veröffentlichte der Pressedienst von Asow ein Foto am Kommandoposten an der Front, der anlässlich eines Nationalfeiertags eine Flagge hält.

### Mitglieder

#### Anfangszeit
Anfangs waren Anführer und viele Mitglieder der Miliz Mitglieder der rechtsextremen Organisation Patriot der Ukraine (ukrainisch Патріот України), der SNA oder des Prawyj Sektor. Nach eigenen Angaben hatte die Einheit im Juni 2014 etwa 600 Angehörige. Mehr als die Hälfte davon stammten aus der Ostukraine und waren russische Muttersprachler.
Im November 2014 wurde die Stärke der Einheit mit 850 Kämpfern angegeben, darunter mindestens 85 Ausländer. Im Regiment Asow war auch die rechtsextreme Gruppierung Misanthropic Division eingegliedert. Sie hatte auch Gruppen in Russland und Belarus, in mehreren westeuropäischen Ländern sowie in Nordamerika.
Die Kommandantenebene des Regiments Asow bestand im Jahr 2014 durchweg aus Mitgliedern der rechtsextremen Sozial-Nationalen Versammlung und der Misanthropic Division. Anfang November 2014 wurde Vadim Trojan, ein als rechtsradikal geltender Kommandeur des Regiments, von Innenminister Arsen Awakow zum Polizeichef der Oblast Kiew ernannt.
Im Dezember 2014 verlieh der ukrainische Präsident Petro Poroschenko einem belarussischen Kämpfer der Einheit, Serhij Korotkich, als Auszeichnung die ukrainische Staatsbürgerschaft.
Korotkich gehörte seit dem Ende der 1990er Jahre Neonazi-Bewegungen in Belarus und Russland an.

#### Nach Eingliederung in die Nationalgarde
Anfang 2015 gab ein Sprecher des Regiments an, dass etwa 10–20 % der Soldaten Nationalsozialisten seien. Nach dem ukrainischen Politikwissenschaftler Ivan Gomza von der Kyiv School of Economics hätten aber bereits 2014 die meisten Rechtsextremisten die Einheit mit dessen Eingliederung in staatliche Strukturen verlassen.
Nach Eingliederung in die Nationalgarde änderte sich die Mitgliederstruktur. Per Gesetz wurde politische Agitation in den Streitkräften verboten. Zunehmend traten Ukrainer ohne rechtsextremistische Bezüge in die Einheit ein, die sich die „Besten“ der Freiwilligen aussuchen konnte. Nach dem Extremismusforscher Kacper Rekawek vom Center for Research on Extremism der Universität Oslo sei der Hauptantrieb der Bewerber in einer Eliteeinheit zu dienen, keine rechtsextreme Motivlage. Anderer Meinung ist Bellingcat-Mitarbeiter Oleksiy Kuzmenko in einem Beitrag für das Atlantic Council, demzufolge selbst unter der Präsidentschaft von Wolodymyr Selenskij weiter enge Verbindungen zur sich selbst mitunter als „neonazi“ bezeichnenden Partei Nationales Korps und deren Führer Andrij Bilezkyj gepflegt werde. Bei Beginn der russischen Invasion 2022 habe das Regiment eine Stärke von etwa eintausend Soldaten gehabt.

### Ausländische Unterstützung
Im Jahr 2014 stammten von den 850 Angehörigen des Regiments Asow etwa 85 aus dem Ausland. Sie kamen unter anderem aus Griechenland, Irland, Italien, Schweden und Russland.
Als Koordinator der Rekrutierung von Ausländern war ein französischer Veteran des Kroatienkrieges, Gaston Besson, aktiv.
2017 gingen Beobachter von einer Truppenstärke von mehr als 2500 Söldnern aus. Zur Gewinnung Freiwilliger wurden z. B. im Juli 2017 auf einem Rechtsrock-Festival unter den Besuchern deutschsprachige Flyer verteilt.
Nach Recherchen des Magazins Belltower.News rekrutierten das Regiment Asow und die Misanthropic Division Mitglieder aus der internationalen National-Socialist-Black-Metal-Szene. Als Verbindungspersonen galten der wegen Mordes verurteilte Neonazi Hendrik Möbus, Alexey Levkin, Sänger der Band M8l8th und Veranstalter des NSBM-Festivals Åsgårdsrei, sowie Famine, Sänger der französischen Black-Metal-Band Peste Noire. Weitere Verbindungen gebe es zur Identitären Bewegung sowie zu der rechtsextremen Partei Der III. Weg.
Die Aktivitäten von Levkin und Möbus wurden bereits 2019 durch die Wochenzeitung der Freitag genannt.
Nach Integration der Einheit in die Nationalgarde verblieben laut Kacper Rekawek lediglich einige ausländische Veteranen in ihr, denn gesetzlich ist der Dienst von Ausländern in der Nationalgarde nicht vorgesehen.
Im Juni 2024 hoben die USA das auf dem Leahy-Gesetz basierende Verbot auf, dem Asow-Regiment US-amerikanische Waffen zu liefern und es fortzubilden. Das Verbot bestand, seit die USA damit begonnen hatten, einige ukrainische Einheiten auszubilden und zu bewaffnen. Seit Ende 2024 gibt es ein internationales Bataillon Azov, in dem ausschließlich Ausländer kämpfen. Im Februar 2025 fand in Berlin eine Rekrutierungsveranstaltung des Internationalen Bataillons, unter der Leitung eines Unteroffiziers des Internationalen Bataillon Azov, der seit 2022 in der Ukraine stationiert ist.

## Russische Propaganda und Willkürmaßnahmen gegen Angehörige
Die Existenz des Regiments Asow war immer Bestandteil der russischen Propaganda. Dagegen steht die Feststellung, dass Rechtsextreme in der Ukraine politisch bedeutungslos sind; bei der Parlamentswahl 2019 konnte das Wahlbündnis rechtsextremistischer Parteien (darunter auch das mit dem Regiment Asow verknüpfte „Nationalkorps“) mit 2,4 % der Stimmen nicht einmal die Hälfte der notwendigen Zustimmung für die Fünf-Prozent-Hürde erreichen und nur in einem von 186 Wahlkreisen ein Direktmandat erringen; das Wahlbündnis stellt damit nur einen von 450 Abgeordneten des ukrainischen Parlaments.
Auf prorussischer Seite kämpfen gleichfalls organisierte Rechtsextreme, ihre militärische Bedeutung für den Konflikt im Donbass im Jahre 2014 wurde als deutlich stärker als die analoge Verwendung auf ukrainischer Seite eingeschätzt. Kacper Rekawek fasste Forschungen so zusammen, dass zwischen 2014 und 2019 etwa 17.000 ausländische Kämpfer in den Kampf in der Ukraine zogen, die meisten aus Russland kommend und auf Seiten der pro-russischen Separatisten. Etwa 700 Freiwillige kämpften auf Seiten der Ukraine, ein nicht quantifizierbarer Teil von ihnen hätte tatsächlich aus Rechtsextremisten bestanden. Auf pro-russischer Seite hat beispielsweise die – mit NS-Symbolen aufgefallene – Gruppe Wagner ausländische Bewerber angesprochen, ähnlich wie auch die rechtsextremistische Russische Reichsbewegung ausländische Freiwillige ausbildete. Die Wissenschaftlichen Dienste des Deutschen Bundestages halten „Moskaus Bezugnahme auf eine – zwar real existierende und problematische, aber insgesamt wenig bedeutende – rechtsextremistische und neofaschistische Belastung im ‚Regiment Asow‘ als Rechtfertigung für sein Vorgehen in der Ukraine, besonders im Lichte der zunehmenden Kriegsverbrechen der russischen Streitkräfte an der zivilen Bevölkerung“ für „realitätsverzerrende Propaganda“, insbesondere weil die „Gründung des ‚Regiments Asow‘ in direkter Reaktion auf den russischen Einmarsch von 2014 erfolgte.“
Im Zusammenhang mit der Bombardierung der Geburtsklinik in Mariupol, die zu vier Todesfällen und mindestens einer Totgeburt geführt hat, behauptete der russische Außenminister, Sergei Lawrow, dass die Klinik ein Lager des Regiments Asow gewesen sei. Auch beim Luftangriff auf das Theater von Mariupol erklärte ein Sprecher der selbsternannten Volksrepublik Donezk, dass das Theater als militärisches Hauptquartier von Angehörigen des Regiments Asow fungiert habe. In der russischen Duma wurden im Mai 2022, sofort als die ersten ukrainischen Soldaten der Einheit sich ergaben, Gesetze vorgeschlagen, welche den Ausschluss von Asow-Soldaten von Gefangenenaustauschen vorsahen – was ein Bruch internationaler Vereinbarungen ist; ein anderes Gesetz sollte Asow zu einer ‚Terrororganisation‘ erklären – auch dies erstens rückwirkend, also juristisch willkürlich, und dazu noch unter Missachtung des Details, dass die Ukraine nicht Russland ist.
Im August 2022 wurde die Einheit vom Obersten Gericht der Russischen Föderation dann als „terroristische Organisation“ eingestuft und deren Aktivitäten in Russland unter Strafe gestellt. Im Juli 2023 kam es zu Prozessen gegen die Asow-Soldaten, bei denen der Organisation terroristischer Aktivitäten und der Versuch einer gewaltsamen Machtübernahme vorgeworfen wurden. Angeklagte waren 24 Personen, darunter neun Frauen. Die Angeklagten haben lediglich eine Gemeinsamkeit: Sie dienten in unterschiedlichen Jahren in der ukrainischen Armee und waren nicht alle direkt an Kampfhandlungen beteiligt. Russische Journalisten nannten diesen Prozess den „Fall der Köchinnen“, da die meisten Angeklagten in dieser Funktion bei Asow dienten. Bei den Anhörungen behauptete die Staatsanwaltschaft: „Die Kantinenmitarbeiter führten terroristische Aktivitäten durch.“ Die Anwälte betonten die Absurdität der Terrorismusvorwürfe: Die russischen Behörden erkannten Asow erst im August 2022 als terroristische Organisation an, Monate nach der Festnahme der Angeklagten. Das Innenministerium und die Nationalgarde der Ukraine, aufgrund deren Dienstes andere Angeklagte in dem Fall als Terroristen eingestuft wurden, standen nicht einmal auf der Liste solcher Organisationen. Die Anwälte wiesen außerdem darauf hin, dass Kombattanten gemäß der Genfer Konvention von 1949, der Russland beigetreten ist, nicht allein für die Tatsache ihres Militärdienstes strafrechtlich zur Verantwortung gezogen werden können. Die Angeklagten waren gefoltert worden, um die für die Ermittlungen benötigten Aussagen zu erzwingen. Im Juli 2024 wurde bekannt, dass einer der Angeklagten, der in Mariupol lebende Oleksandr Ishchenko, in einer Untersuchungshaftanstalt gestorben war (er war zum Zeitpunkt seiner Festnahme 53 Jahre alt). Laut Autopsieergebnis war die Todesursache ein Schock infolge mehrerer Rippenbrüche und eines geschlossenen Brusttraumas, verursacht durch „Kontakt mit einem stumpfen Gegenstand“.

## Menschenrechtsverletzungen vor 2022

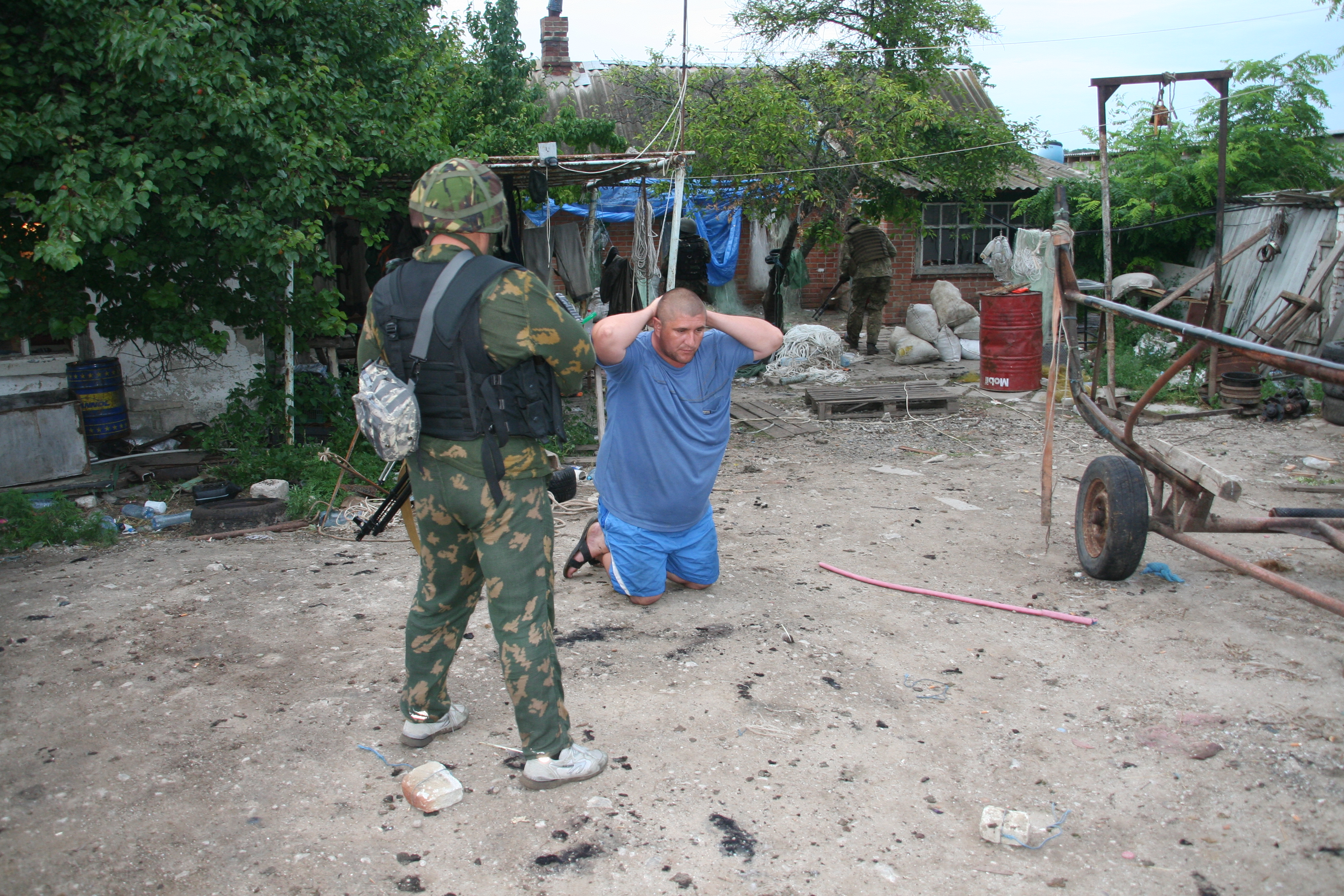
Angehörige des Regiments Asow durchsuchen das Haus eines Dorfbewohners bei Mariupol, 5. Juli 2014

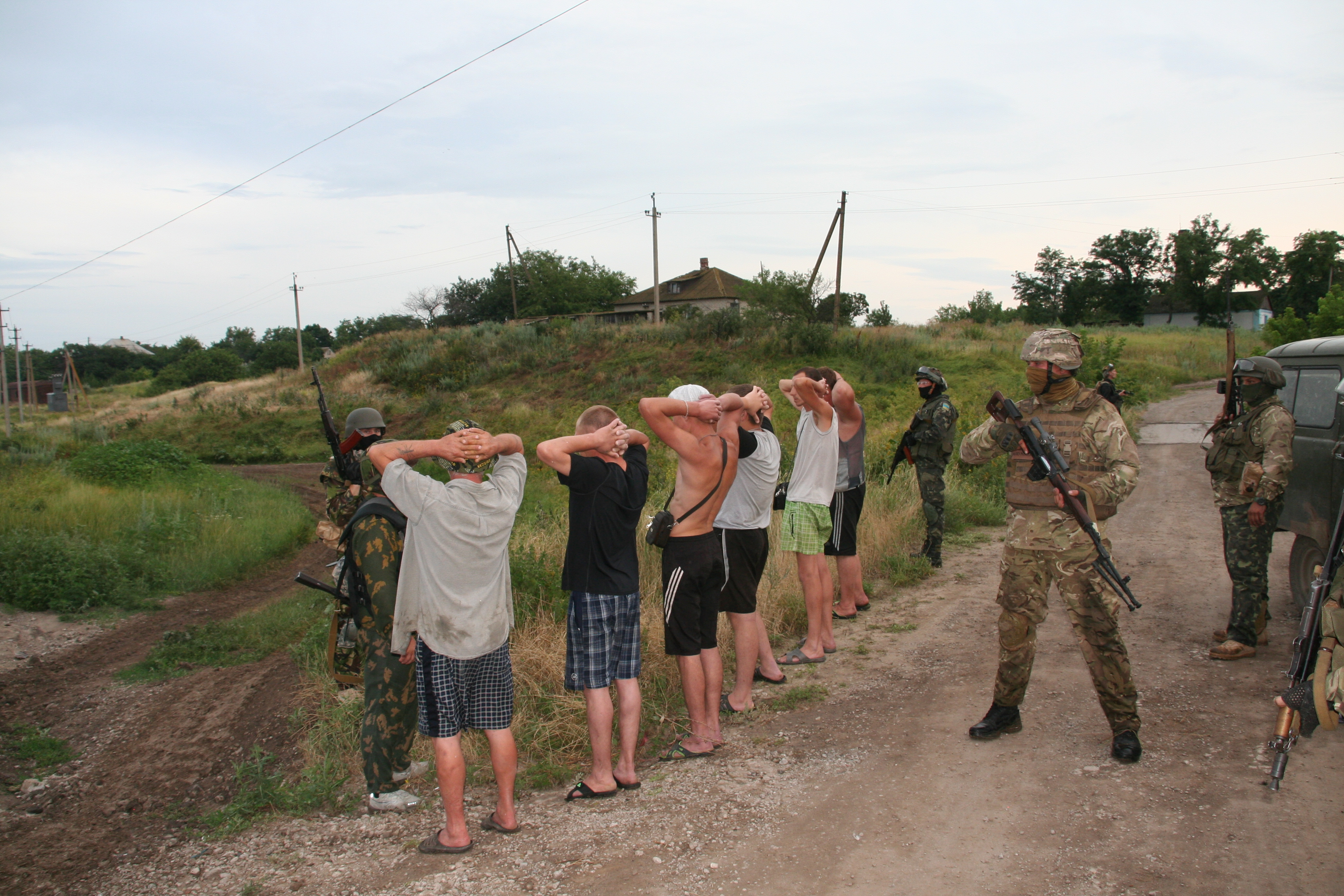
Soldaten des Regiments Asow verhören Dorfbewohner in der Nähe von Mariupol, 5. Juli 2014

Anhänger von Freiwilligen-Bataillonen, die sich grausam verhalten hatten, wurden strafrechtlich verfolgt. Ein besonderer Umstand war die Tatsache, dass kein Kriegsrecht herrschte, sondern eine „Antiterroristische Operation“ (ATO) lief. Somit wurden die Angeklagten aufgrund von Zivilgesetzen verfolgt, es konnten keine Kriegsverbrechen ermittelt werden. Zu jener Zeit waren teilweise Beamte der Strafverfolgungsbehörden übergelaufen, auf diese eigentlich für Recht und Ordnung Zuständigen konnte man sich nicht verlassen. Der Vorsitzende der ältesten ukrainischen Menschenrechtsorganisation Kharkiv Human Rights Group (KHPG) nannte als unklares Beispiel, dass Kämpfer der Freiwilligenbataillone Separatisten festhielten, obwohl sie nach den Gesetzen zu Friedenszeiten nicht formell das Recht dazu hatten. Es wurden also Handlungen von Freiwilligen, welche sich anstelle desertierter Beamter für den Ukrainischen Staat einsetzten, aufgrund „illegaler Freiheitsberaubung“ einer Person angeklagt.

### 2014
Das Büro des Hohen Kommissars der Vereinten Nationen für Menschenrechte (OHCHR) dokumentierte in einem Bericht über „konfliktbezogene sexuelle Gewalt in der Ukraine“, wie Mitglieder des Bataillons Asow im Mai 2014 eine Frau aus der ostukrainischen Oblast Saporischschja neben ihrem Haus entführten und einer vier bis fünf Stunden andauernden Folter unterzogen. Die maskierten Entführer, welche angaben, auf Befehl des ukrainischen Geheimdienstes SBU zu handeln, fesselten Hände und Füße des Opfers mit Kabelbindern, die durch eine Metallkette festgezogen wurden. Daraufhin traten sie die Frau, schlugen sie mit Gewehrkolben, trieben ihr Nadeln unter die Nägel und folterten sie nach der „Schwalben-Methode“. Bei dieser Folter wird das Opfer an seinen auf dem Rücken zusammengebundenen Händen aufgehängt und verprügelt. Einer der Entführer drohte der Frau mit einer Gruppenvergewaltigung durch orale und vaginale Penetration. Schließlich wurde dem Mann durch einen der anderen Täter, gemäß dem Opfer ein SBU-Beamter, befohlen aufzuhören. Die Entführte wurde noch am selben Tag freigelassen.
Laut dem ukrainischen Innenministerium stürmten und besetzten am 9. Mai 2014 etwa 60 Männer mit automatischen Waffen den lokalen Sitz des Innenministeriums in Mariupol. Die Ukrainische Nationalgarde, das Regiment Asow und das Regiment Dnipro hätten daraufhin versucht, das Gebäude zurückzuerobern. Infolge der Auseinandersetzung wurden neun Menschen getötet und viele weitere verwundet, dabei handelte es sich in erster Linie um Einwohner von Mariupol. Dem OHCHR liegen unverifizierte Berichte vor, nach denen das Regiment Asow beim Rückzug auf prorussische Demonstranten stieß, welche versuchten, das Regiment aufzuhalten. Asow-Angehörige sollen daraufhin zuerst Warnschüsse in die Luft abgegeben und dann auf die Beine der Demonstranten gefeuert haben.
In einem Bericht des OHCHR über die Menschenrechtslage in der Ukraine wird beschrieben, wie zwischen August und September 2014 ein Mann mit einer geistigen Behinderung von acht bis zehn Angehörigen des Bataillons Asow sowie des Bataillons Donbas vergewaltigt und anderen Formen sexueller Gewalt ausgesetzt wurde. Als Resultat verschlechterte sich der Gesundheitszustand des Opfers so sehr, dass es stationär in einer psychiatrischen Klinik behandelt werden musste. Das Büro des Hohen Kommissars für Menschenrechte spricht von einer allgemeinen Straflosigkeit in solchen Fällen. Im Bericht wurde weiterhin festgehalten, dass am 28. Januar 2015 ein Bürger Mariupols wegen Unterstützung der Volksrepublik Donezk von drei Soldaten des Bataillons Asow festgenommen und bis zum 6. Februar 2015 im Keller einer Sportschule ununterbrochen verhört und gefoltert wurde. Das Opfer klagte darüber, dass es mit Handschellen an eine Metallstange gefesselt und daran hängen gelassen wurde. Berichten zufolge schlugen die Angehörigen des Bataillons Asow außerdem die Genitalien des Mannes und folterten ihn mit Strom, einer Gasmaske und Waterboarding. Infolgedessen gestand das Opfer, Informationen über Standorte von Kontrollpunkten der ukrainischen Regierung mit bewaffneten Gruppen weitergegeben zu haben. Am 7. Februar wurde der Mann an den Mariupoler SBU überreicht, welcher ihn daraufhin offiziell festnahm.
Am 10. August 2014 reiste ein Mann aus Hryhoriwka in das Dorf Mnohopillia, um seine Mutter zu besuchen. Am Eingang des Dorfes wurde der Zivilist an einem Kontrollpunkt ukrainischer Soldaten angehalten, darunter Angehörige der Freiwilligenbataillone Asow und Donbas. Bataillonsmitglieder fesselten daraufhin Hände und Beine des Mannes mit einem Seil, schossen in seine Richtung und schlugen auf ihn ein. Dann banden sie ihm ein Seil um den Hals und schleiften ihn über ein Feld, bis er keine Luft mehr bekam und das Bewusstsein verlor. Berichten zufolge forderte ein Soldat der ukrainischen Armee die Bataillonsmitglieder auf, den Mann freizulassen. Das Opfer erlitt zahlreiche Hämatome, und sein Sehvermögen verschlechterte sich.
Das OHCHR dokumentierte in einem Bericht über die „Verantwortung für Tötungsdelikte in der Ukraine“, dass am 14. März 2014 in Charkiw infolge von Zusammenstößen zwischen Aktivisten der „Pro-Föderalismus“-Gruppe „Oplot“ („Bollwerk“) und der „Pro-Einheit“-Gruppe „Patriot der Ukraine“ zwei „Oplot“-Mitglieder erschossen wurden. Zwei Jahre nach dem Vorfall gab es keine Fortschritte in der Untersuchung des Falls, mutmaßliche Täter wurden nicht identifiziert. Laut OHCHR deuten jedoch Informationen des SBU, des ukrainischen Innenministeriums und der regionalen Charkiwer Staatsanwaltschaft darauf hin, dass die Mehrheit der „Patriot der Ukraine“-Mitglieder, welche an der Schießerei beteiligt waren, anschließend als Soldaten des Bataillons Asow in der Ostukraine im Einsatz waren. Der Bericht konstatiert außerdem, dass am 8. Mai 2014 der Bürger Wolodymyr Lobach von Angehörigen des Bataillons Asow erschossen wurde, als sie in einem Konvoi von mehr als 200 Soldaten durch die Kleinstadt Reschetyliwka in der Oblast Poltawa fuhren. Das Opfer wurde nach einer verbalen Auseinandersetzung mit Asow-Soldaten an einer Tankstelle getötet. Als der Staatsanwalt von Poltawa, der Chef des Innenministeriums und der Leiter der lokalen SBU-Abteilung am Tatort eintrafen, wurden sie von Mitgliedern des Bataillons Asow bedroht und zogen unverrichteter Dinge wieder ab. Berichten zufolge fuhr der Konvoi daraufhin weiter in Richtung Konfliktzone. Zwei Jahre später, am 1. Juni 2016, hatte die örtliche Polizei keinen einzigen Verdächtigen in dem Fall ermittelt. Der Bericht des OHCHR erwähnt das Bataillon Asow zudem im Abschnitt „Fälle von Verschwindenlassen, die möglicherweise zum Tod geführt haben“ im Zusammenhang mit dem Fall „Serhii Dolhow“. Im Juni 2014 wurde das Bataillon Asow zusammen mit dem Regiment Dnipro in das von der Regierung kontrollierte Mariupol versetzt. Am 18. Juni 2014 drangen sechs bewaffnete Männer mit Sturmhauben in die Räumlichkeiten der Zeitung „Vestnyk Pryasowya“ ein. Deren Chefredakteur Serhii Dolhow war für seine Sympathien für eine Föderalisierung der Ukraine bekannt. Laut einem Augenzeugen schlugen die bewaffneten Männer auf ihn ein und nahmen ihn mit. Anwohner konnten sehen, wie Dolhow in den Kofferraum eines Autos gezwungen wurde. Weder die örtliche Polizei, die am Tatort ankam, noch die örtliche Staatsanwaltschaft konnten Informationen über ihn bereitstellen und verwiesen stattdessen auf „andere Kräfte“, die in der Stadt anwesend seien. Das Büro des Militärstaatsanwalts, welcher in der Ukraine für die Untersuchung von Vergehen durch Angehörige der Streitkräfte zuständig ist, machte im Dezember 2014 keine Verlautbarungen zu Schritten zur Untersuchung der beträchtlichen Anzahl von Vorwürfen von Menschenrechtsverletzungen gegen Zivilisten und Verletzungen des humanitären Völkerrechts wie Plünderung oder willkürlicher Behandlung oder Misshandlung in der Ostukraine durch Mitglieder freiwilliger Bataillone wie Asow (“has not reported of taking any steps to investigate the considerable number of allegations of human rights violations against civilians and violations of international humanitarian law in the east, including looting, arbitrary detention and ill-treatment by members of certain voluntary battalions such as Aidar, Azov, Slobozhanshchina and Shakhtarsk”).
Vier Gefangene, die wegen der Vorfälle vom 9. Mai 2014 in Mariupol festgehalten worden waren, klagten über Misshandlungen durch SBU-Beamte und Angehörige des Asow-Regiments sowie über zeitweise Isolationshaft im September 2014 und die Verwendung von durch Folter gewonnenen Beweisen. Sie berichteten, dass ihnen medizinische Hilfe für die durch die Folter erlittenen Verletzungen verweigert sowie ungenügender Rechtsbeistand geleistet worden sei.

### 2015
Das OHCHR hält fest, dass am 3. August 2015 in Charkiw ein Mann auf dem Weg zu einer Demonstration zur Unterstützung der Partei Oppositionsblock von maskierten und uniformierten Männern in einem Militärfahrzeug mit der Aufschrift „Asow“ entführt wurde. Diese sollen ihn auf dem Stadtfriedhof zusammengeschlagen und dort liegengelassen haben. Die Polizei leitete strafrechtliche Ermittlungen wegen „rechtswidriger Inhaftierung oder Entführung einer Person“ ein. Ein Bericht des OHCHR für den Zeitraum August bis November 2015 erwähnt, dass ein vom Bataillon Asow festgenommener Mann laut eigener Aussage einer Scheinhinrichtung unterzogen wurde und man ihm angedroht habe, ihn zu vergewaltigen. Auch sei ihm ins Gesicht geschlagen, seine Rippen gebrochen und seine Beine mit einem Bajonettmesser durchbohrt worden.

### 2017
Im Mai 2017 wurde eine Frau in Mariupol auf eine Position des Regiments Asow gelockt, wo sie entführt und mit verbundenen Augen an einen unbekannten Ort transportiert wurde. Dort schlug man ihr mit einem Gewehrkolben gegen die Knie und bedrohte sie mit dem Tod, was das Opfer zur Kooperation mit den Entführern zwang. Die Täter teilten der Polizei mit, dass sie ein Mitglied einer bewaffneten Gruppe gefasst hätten. Nach der Übergabe an die Polizei wurde die Frau ohne Anwalt verhört und unterschrieb ein Vernehmungsprotokoll, wodurch sie sich selbst belastete.

## Diskussion um Antisemitismus und Rechtsextremismus

### Bewertung der Einheit in der Anfangszeit

Abzeichen des Regiments Asow bis zur Änderung im August 2015. Das weiß dargestellte Symbol der Schwarzen Sonne ist ein international genutztes Erkennungsmerkmal der Neonazi-Szene; die schwarze Wolfsangel (N mit Strich) war das Abzeichen der 2. SS-Panzer-Division „Das Reich“ der Waffen-SS.

Das Abzeichen des Regiments zeigt eine blaue Wolfsangel auf gelbem Grund. Die Wolfsangel wurde auch von der SS-Verfügungsdivision genutzt. Zudem war auf dem ehemaligen Logo der Einheit, das bis zum 11. August 2015 genutzt wurde, eine Schwarze Sonne zu sehen, ein in der rechten Szene weit verbreitetes Symbol. Der ehemalige Kommandeur Bilezkyj stritt jedoch Verbindungen zwischen der genutzten Symbolik und dem Nationalsozialismus ab.
In der Nachrichtensendung heute des ZDF vom 8. September 2014 wurde ein Video gezeigt, auf dem zwei Angehörige der Einheit an ihren Stahlhelmen nationalsozialistische Symbole wie das Hakenkreuz und die Siegrunen der SS trugen.
Die Duldung rechtsextremer Kampfverbände durch die ukrainische Regierung wurde kritisiert. Der ukrainische Politologe Anton Schechowzow bezeichnete das Bataillon 2014 noch als offen rechtsextrem. Die ukrainische Regierung – zu dieser Zeit das Kabinett Jazenjuk I – sei für die Mitglieder der Einheit nach wie vor ein Feind.
Innenminister Awakow bestätigte in einem Interview im Oktober 2014 zwar, dass „die meisten“ der Asow-Kämpfer „eine eigene Weltsicht“ hätten, bestritt aber den nationalsozialistischen Bezug der von ihnen verwendeten Symbole und hob stattdessen ihre so erworbenen Verdienste in der Verteidigung des Landes gegen die regierungsfeindlichen Kräfte hervor. Die Befürchtung, dass sich Freiwilligenverbände gegen die Regierung wenden könnten, wies er zurück.
Im Juni 2015 beschloss der US-Kongress, Hilfen für das Asow-Regiment zu unterbinden. Als Grund nannte er das offene Tragen rechtsextremer Symbole (Abzeichen) und dessen neonazistische Ansichten.
2016 wurde das Verbot wieder aufgehoben.

### Eingliederung in die Nationalgarde
Nachdem das Regiment Asow im November 2014 in die Nationalgarde eingegliedert wurde, bezeichnete der damalige ukrainische Präsident Petro Poroschenko die Angehörigen des Regiments bei einer Ordensverleihung als „unsere besten Kämpfer“ und „unsere besten Freiwilligen“.
In den Folgejahren wurde das Regiment zunehmend als weniger rechtsextremistisch wahrgenommen, beigetragen dazu haben Maßnahmen des ukrainischen Staates, der politische Agitation in den Streitkräften gesetzlich verbot und auf eine Professionalisierung achtete, sowie auch das Scheitern parteipolitischer Bemühungen der Asow-Bewegung bei Wahlen. Anders als der erste Kommandeur Bilezkyj, der dieses politische Projekt der Partei Nationales Korps verfolgt hatte, beschränkten sich seine Nachfolger auf das Fachliche, was unter dem Kommandeur Denys Prokopenko eine erneuerte Zusammenarbeit mit US-Beratern ermöglichte.
In der ukrainischen Öffentlichkeit wurden die Kämpfer des Regiments nach dem russischen Überfall auf die Ukraine im Februar 2022 als Helden gefeiert, insbesondere nach der Belagerung von Mariupol, bei der das Regiment einen langwierigen und auch in den westlichen Medien breit berichteten Widerstand gegen eine russische Übermacht leistete.

### Verhältnis zum Antisemitismus
Obwohl das Regiment nach Einschätzung von Simone Rafael von der Amadeu Antonio Stiftung mit Symbolik in Erscheinung tritt, die für nationalsozialistische Ziele und Anschauungen wie Antisemitismus spräche, dienen in ihm auch bekennende Mitglieder der jüdischen Gemeinde. Eines der prominentesten Beispiele ist Natan Hasin, der während des Euromaidans die Einheit der Jüdischen Hundert anführte und sich selbst zu den Mitbegründern des Regiments Asow zählt.
Nach Angaben aus ukrainischen Regierungskreisen kämpften 2022 bei der Verteidigung Mariupols etwa vierzig Juden in den Reihen des Regiments. Simone Rafael weist darauf hin, dass „demokratische Kräfte“ bestrebt seien, die Einheit in einem andauerndem „Prozess“ in die Streitkräfte des demokratischen Staats Ukraine zu integrieren. Der Gründungskommandeur des Regiments Andrij Bilezkyj betont, dass er selbst kein Antisemit oder Rassist sei. In einem Interview erklärte er, er betrachte Israel und Japan als Vorbilder für die zukünftige Entwicklung der Ukraine.
2022 erklärte das Regiment, dass es Bilezkyj als Regimentsgründer und ersten Kommandeur respektiere, dass man aber nichts mit seinen politischen Aktivitäten, wie etwa der Partei Nationales Korps, zu tun habe. Im Regiment dienen Angehörige unterschiedlicher ethnischer oder religiöser Herkunft und Überzeugung wie Orthodoxe, Katholiken, Protestanten, Moslems und Atheisten. Es sei „absurd“ anzunehmen, das einigende Band des Regimentes sei Rassismus oder Nazismus.

### Diskussion um Rechtsextremismus – Asow-Regiment und Asow-Bewegung
Der mehrheitlich russischsprachige Verband gilt oder galt außerhalb der Ukraine als ultranationalistisch und ist daher im Ausland wegen der teilweise offen geäußerten rechtsextremen politischen Positionen von Anführern und Angehörigen umstritten.
Das ursprüngliche Symbol des Regiments Asow ist die Wolfsangel, die u. a. das Abzeichen der 2. SS-Panzerdivision „Das Reich“ prägte. Neue Abzeichen, die an Asow-Soldaten ausgehändigt werden, zeigen die Wolfsangel nicht mehr, sondern wie bei anderen Einheiten den ukrainischen Dreizack.
Die Wissenschaftlichen Dienste des Deutschen Bundestages merken an, dass die Einheit durch eine „aggressive Verwendung rechtsextremer Symbolik“ auffalle, und gehen davon aus, dass das „Vorhandensein von neonazistischen, ultranationalen und weiteren menschenverachtenden Tendenzen inklusive Antisemitismus innerhalb des ‚Regiments Asow‘“ nicht zu leugnen sei, dass von einer „monolithisch neonazistisch, ultranationalistisch oder antisemitisch geprägten Einheit“ andererseits jedoch nicht die Rede sein könne.
Nach Angaben von Andreas Umland vom Stockholm-Zentrum für Osteuropastudien hat sich das Regiment seit seinen Anfängen „entideologisiert“ und zu einer normalen Kampfeinheit entwickelt; Umland betont, dass mit der Eingliederung des Regiments in die Nationalgarde eine Trennung zwischen der militärischen Einheit unter dem Namen „Asow“ und einem politischen Projekt unter demselben Namen stattgefunden habe.
Nach Ansicht von Kacper Rekawek vom Center for Research on Extremism der Universität Oslo sind mit den Jahren zunehmend Soldaten ohne Neonazi-Vergangenheit in das Regiment eingetreten, so dass die Verbindung zur rechtsextremistischen Asow-Bewegung schwächer wurde. Laut einem Artikel im US-amerikanischen Journal Foreign Affairs werden seit der Eingliederung des Regiments Asow in die Nationalgarde die Herkunft sowie das Verhalten der Kämpfer überwacht, um ausländische Freiwillige und Neonazis ausschließen zu können.
Während das Regiment früher unzweifelhaft als rechtsextrem galt, ist das Bild heute weniger klar. Einige der rechtsextremen Funktionäre verließen die Einheit, so zum Beispiel der rechtsextreme Politiker und das Gründungsmitglied des Regiments Andrij Bilezkyj bereits Ende 2014. Auch der ukrainische Extremismusforscher Anton Schechowzow, der das ursprüngliche Bataillon Asow heftig kritisiert hatte, änderte seine Meinung. Er bewertete 2022 das Regiment Asow als eine hochprofessionelle Spezialeinheit, die keine politische Organisation, keine Miliz, kein rechtsextremes Bataillon mehr sei. Viele Rechtsextreme hätten die Einheit verlassen, so Schechowzow; sie bestehe heute aus ukrainischen Bürgern verschiedener ethnischer Herkunft: Ukrainer, Russen, Belarussen, Krimtataren, Georgier und Griechen, die untereinander überwiegend Russisch sprächen. In ähnlichem Sinne äußert sich Vyacheslav Likhachev.
Der deutsche Politikwissenschaftler Alexander Ritzmann betont, man müsse zwischen dem Regiment, das unter staatlicher Kontrolle stehe, und der ihm nahestehenden Asow-Bewegung unterscheiden. Die Distanzierung der letzteren von ihrer rechtsextremen Vergangenheit sei zweifelhaft und möglicherweise eher aus PR-Gründen erfolgt. Im September 2022 schloss Ritzmann „definitiv“ aus, dass das Regiment rechtsextremistisch sei. Asow-Regiment und Asow-Bewegung seien strikt zu trennen.
Hingegen geht der kanadische Bellingcat-Journalist Michael Colborne nicht von einer überzeugenden Trennung aus. Er betrachtet die knapp 20.000 Mitglieder umfassende Asow-Bewegung als eine der stärksten rechtsextremen Bewegungen Europas, die ausdrücklich gegen eine liberale Demokratie gerichtet sei und sowohl über Verbindungen ins ukrainische Veteranenministerium als auch zur internationalen rechtsextremen Szene verfüge. Das Regiment mache nur einen kleinen Teil aus. Kurz nach dem Ausscheiden des Innenministers Arsen Awakow aus dem Amt habe der ukrainische Staat sich dazu stärker gegen die Bewegung gerichtet und Razzien durchgeführt. Bis 2019 seien nach Colborne „sehr aktiv“ enge Verbindungen mit europäischen rechtsextremen Bewegungen betrieben worden und man sei weiterhin gut mit der rechtsextremen Szene in Estland, Kroatien und Polen vernetzt. Es sei ein von Vertretern der Asow-Bewegung seit 2019 jedoch verbreiteter Mythos, dass zwischen dem „Regiment Asow“ und der „Asow-Bewegung“ keine Verbindung mehr bestünde.
Nach Nicholas Potter von der Amadeu Antonio Stiftung sei nicht jedes Mitglied des Regiments rechtsextrem, und seine Rolle werde in der Darstellung Putins aufgebauscht – weiterhin sei aber eine enge Verbindung des Regiments zur rechtsextremen Szene belegt, und Angehörige würden in sozialen Medien weiterhin mit Neonazisymbolen posieren. Colborne bevorzugt für die extremeren Mitglieder der Einheit die Bezeichnung „far-right activists“ (rechtsextreme Aktivisten), anstatt sie als Neonazis zu definieren, die Ansichten einiger Mitglieder seien aber mit einer demokratischen Zukunft der Ukraine inkompatibel.
Laut Colborne werden Einfluss und Bedeutung der Asow-Bewegung gleichzeitig über- und unterschätzt. Es handle sich um eine aus dem gleichnamigen Regiment gewachsene Bewegung der extremen Rechten mit einer hohen Anpassungsfähigkeit und großer PR-Wirksamkeit, die trotz geringer Mitgliederzahlen zumindest einen gewissen Einfluss auf die ukrainische Politik und Gesellschaft ausübe. Im öffentlichen Diskurs werde die Bewegung oft entweder als ungefährlich und unbedeutend oder aber als eine wiederbelebte NSDAP dargestellt – die dazwischen bestehenden Nuancen würden dabei übergangen. Die ausländischen Kämpfer, die zu ihr gestoßen seien, könnten nicht alle der extremen Rechten zugeordnet werden. Innerhalb der rechtsextremistischen Bewegungen weltweit hätte sie nicht nur Unterstützer, teilweise werde sie dort wegen ihres Kampfes unter dem jüdischen Präsidenten Wolodymyr Selenskyj gegen das von der globalen Rechten geschätzte Russland unter Putin geradezu gehasst.

## Reportage
- Vice: Under Fire with the Azov Battalion: Russian Roulette auf YouTube, 7. September 2014 (Laufzeit: 11:29). (englisch)
- Deutsche Welle: Frauen im Regiment Asow in der Ukraine | Fokus Europa auf YouTube, 2. März 2017 (Laufzeit: 4:53).
- The Guardian: Ukraine’s far-right children’s camp: ‘I want to bring up a warrior’ auf YouTube, 5. September 2017 (Laufzeit: 13:41). (englisch)
- BBC News: Ukraine: On patrol with the far-right National Militia – BBC Newsnight auf YouTube, 3. April 2018 (Laufzeit: 9:59). (englisch)
- Time: Inside A White Supremacist Militia in Ukraine auf YouTube, 8. Januar 2021 (Laufzeit: 8:12). (englisch)
- Vice: Why the Far Right Joined the 2013-14 Ukraine Crisis | Decade of Hate auf YouTube, 14. Mai 2021 (Laufzeit: 10:49). (englisch)
- CityNews: Canada’s meeting with Ukraine’s self-professed Nazi paramilitary auf YouTube, 11. November 2021 (Laufzeit: 2:45). (englisch)
- Al Jazeera English: Ukraine: Allegedly neo-Nazi armed groups fighting Russia-backed separatists auf YouTube, 13. Februar 2022 (Laufzeit: 3:54). (englisch)
- Al Jazeera English: Ukraine Azov battalion denies neo-Nazi association auf YouTube, 29. März 2022 (Laufzeit: 2:37). (englisch)
- Wer ist das Asow-Regiment, Herr Umland?, inforadio.de, 20. Mai 2022, Dauer 18 min (Gespräch mit Politikwissenschaftler und Osteuropa-Experten Andreas Umland)
- Rechtsextreme Geschichte des Asow-Regiments. SRF.ch, 26. Mai 2022 (8 min)